# 卡利恩特 (加利福尼亞州)
卡利恩特（英語：Caliente）是位於美國加利福尼亞州克恩縣的一個非建制地區。該地的面積和人口皆未知。

## 地理
卡利恩特的座標為35°17′28″N 118°37′40″W / 35.29111°N 118.62778°W，而該地的平均海拔高度為400米（即1312英尺）。